# بيقية كلخية
البيقية الكلخية (باللاتينية: Vicia kalakhensis) نوع نباتي علفي يتبع جنس البيقية من الفصيلة البقولية المعروفة بقدرتها على تثبيت النيتروجين الجوي من خلال بكتيريا المستجذرة أو الرايزوبيوم. تعد البيقية من الأعشاب حيث تنمو بريًا في كثير من المناطق و في الحقول الزراعية.

## الموئل والانتشار
موطنها منطقة تلكلخ في المشرق العربي وهي نادرة الانتشار.